# Damora maruxa
Damora maruxa är en fjärilsart som beskrevs av Ramon Agenjo Cecilia 1941. Damora maruxa ingår i släktet Damora och familjen praktfjärilar. Inga underarter finns listade i Catalogue of Life.